# Littérature afro-américaine
Ne doit pas être confondu avec Littérature noire.
La littérature afro-américaine est un courant littéraire des États-Unis produit par des écrivains afro-américains. Elle a ses origines dans les auteurs de la fin du XVIIIe siècle tels que Phillis Wheatley, Jupiter Hammon, Benjamin Bannecker et Olaudah Equiano et atteint son apogée avec les témoignages sur l’esclavage et la Renaissance de Harlem dans l’entre-deux-guerres puis avec le Black Arts Movement. Aujourd’hui, parmi les plus grands noms de la cette littérature, citons Toni Morrison, Maya Angelou, Rita Dove, Tracy K. Smith,  Walter Mosley etc. Elle traite de thèmes très divers, de la place des Afro-Américains dans la société américaine, du racisme, de l’esclavage et de l’égalité. La littérature afro-américaine puise son inspiration dans les formes d’expression orale et musicale comme le Negro spiritual, les sermons, le gospel, le blues ou plus récemment, dans le rap.
L’évolution de la littérature afro-américaine est parallèle à l’histoire des États-Unis : avant la Guerre de Sécession, elle s’intéresse aux conditions de vie des esclaves. À la fin du XIXe siècle et au début du XXe, les auteurs tels que W. E. B. Du Bois et Booker T. Washington débattent sur la manière de faire progresser la situation des Noirs. Au cours de la Renaissance de Harlem, la fierté d’être noir s’exprime par un retour aux sources. Dans les années 1950 et 1960, les intellectuels (Richard Wright, Gwendolyn Brooks) s’engagent pour faire progresser les droits civiques et militent au sein du mouvement américain des droits civiques. Depuis les années 1960, les auteurs noirs américains tels qu’Alex Haley, Alice Walker ou encore Toni Morrison ont acquis un statut littéraire reconnu non seulement aux États-Unis mais aussi à l’étranger.

## Caractéristiques et thèmes de la littérature afro-américaine
L’expression générale «  littérature afro-américaine » cache en réalité une grande diversité de courants et de genres. Ses principaux représentants ont le plus souvent traité des sujets en relation directe avec leur négritude et leurs difficultés au sein de la société ; ils ont réfléchi à leur appartenance à la nation américaine, sur l’identité des Américains. Les œuvres littéraires afro-américaines explorent donc les questions de la liberté et de l’égalité, des droits qui leur ont longtemps été refusés. Ces notions s’accompagnent d’autres thèmes tels que l’existence d’une culture afro-américaine spécifique, du racisme, de la religion et de l’esclavage.
Il faut également replacer la littérature afro-américaine dans la culture de la diaspora africaine. Son appartenance à la littérature post-coloniale ne fait pas l’objet d’un consensus parmi les spécialistes de la question : certains estiment en effet que « la littérature afro-américaine diffère de la littérature post-coloniale, parce qu’elle est le fait d’une minorité ethnique qui réside dans une nation riche et développée. ». Les débats portent également sur la possibilité d’analyser la littérature afro-américaine selon les standards de la littérature occidentale.
La poésie est un genre particulièrement important dans la littérature afro-américaine. Elle s’inspire des courants musicaux (negro spiritual, gospel, blues, jazz, etc.) mais aussi des sermons chrétiens, dont le style joue beaucoup sur les répétitions, la cadence et les allitérations.

## Histoire

### Débuts

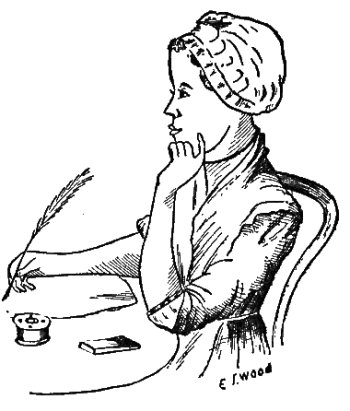
Phillis Wheatley

Les débuts de la littérature afro-américaine coïncident avec la formation de la nation américaine en opposition à la Grande-Bretagne. Parmi les premiers écrivains se trouve la poétesse Phillis Wheatley (1753–1784), qui publie trois ans avant la déclaration d'indépendance des États-Unis Poems on Various Subjects. Née au Sénégal, elle est capturée et vendue comme esclave à l’âge de sept ans. Elle passe au service d’un maître commerçant de Boston. Bien que l’anglais ne soit pas sa langue maternelle, elle parvient rapidement à la maîtriser. Phillis Wheatley est remerciée par George Washington pour le poème qu’elle a écrit en son honneur. Mais elle doit prouver devant la justice qu’elle en est bien l'auteure; sa défense est souvent considérée comme la première illustration de la littérature afro-américaine.
Parmi les premiers écrivains noirs américains, il faut citer Jupiter Hammon (1711–1806?). En 1761, il rédige un poème intitulé An Evening Thought: Salvation by Christ with Penitential Cries. En 1778, il dédie une ode à Phillis Wheatley. Puis, il publie sa célèbre Address to the Negroes of the State of New York en 1786 qui promeut l’idée d’une emancipation progressive des esclaves noirs. Les arguments de son texte, largement teinté de christianisme, a été par la suite repris par les abolitionnistes.
William Wells Brown (1814–1884) et Victor Séjour (1817–1874) sont reconnus pour avoir produit les premières œuvres de fiction de la littérature afro-américaine. Victor Séjour est né à La Nouvelle-Orléans en Louisiane ; il part en France à l’âge de 19 ans et publie en 1837 une courte histoire en français, "Le Mulâtre" ("The Mulatto"). William Wells Brown est un abolitionniste, romancier et historien ; esclave dans le Sud, il réussit à s’échapper et s’installe par la suite à New York. Il écrit le premier roman noir américain, publié en Angleterre et intitulé The President's Daughter en 1853 ; il raconte la relation entre Thomas Jefferson et son esclave noire Sally Hemings.
Le premier roman afro-américain publié aux États-Unis est celui Harriet Wilson, Our Nig (1859) qui évoque les difficultés des Noirs dans la partie nord du pays.

### Esclavage

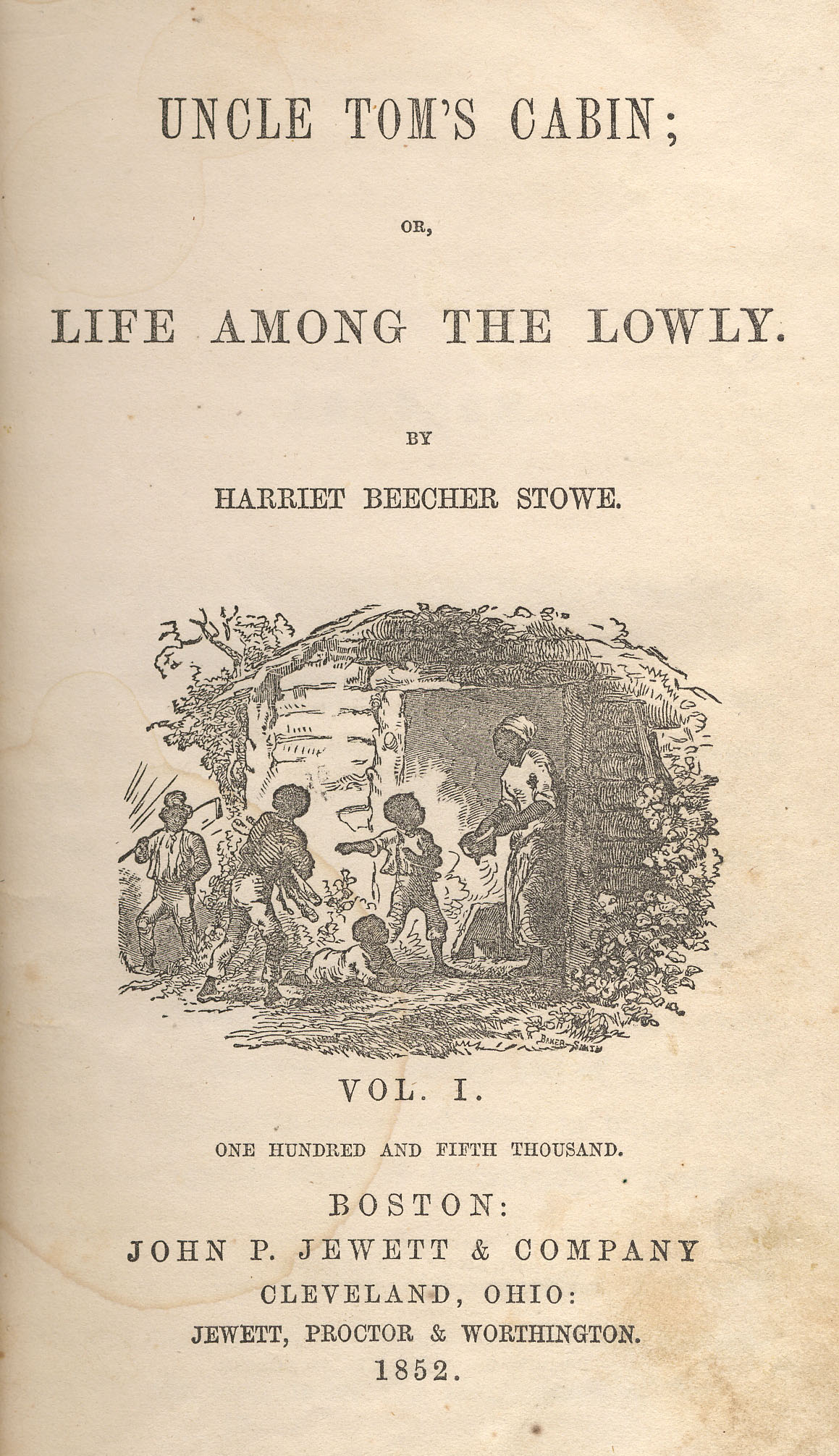
Couverture de La Case de l’Oncle Tom

C’est au milieu du XIXe siècle que se développe un genre littéraire afro-américain, le récit d’esclaves (en anglais : slave narrative).  Le livre le plus connu de ce mouvement est  La Case de l'oncle Tom (1852), farouchement hostile à l’esclavage. La littérature blanche « Anti-Tom » est quant à elle favorable au maintien du système. Elle est représentée par exemple par des écrivains comme William Gilmore Simms.
D’anciens esclaves comme Harriet Jacobs et Frederick Douglass prennent la plume pour dénoncer les conditions de vie des Noirs ; mais des dizaines d’autres travaillent sur le même sujet en publiant des pamphlets et des récits autobiographiques.

### Frederick Douglass

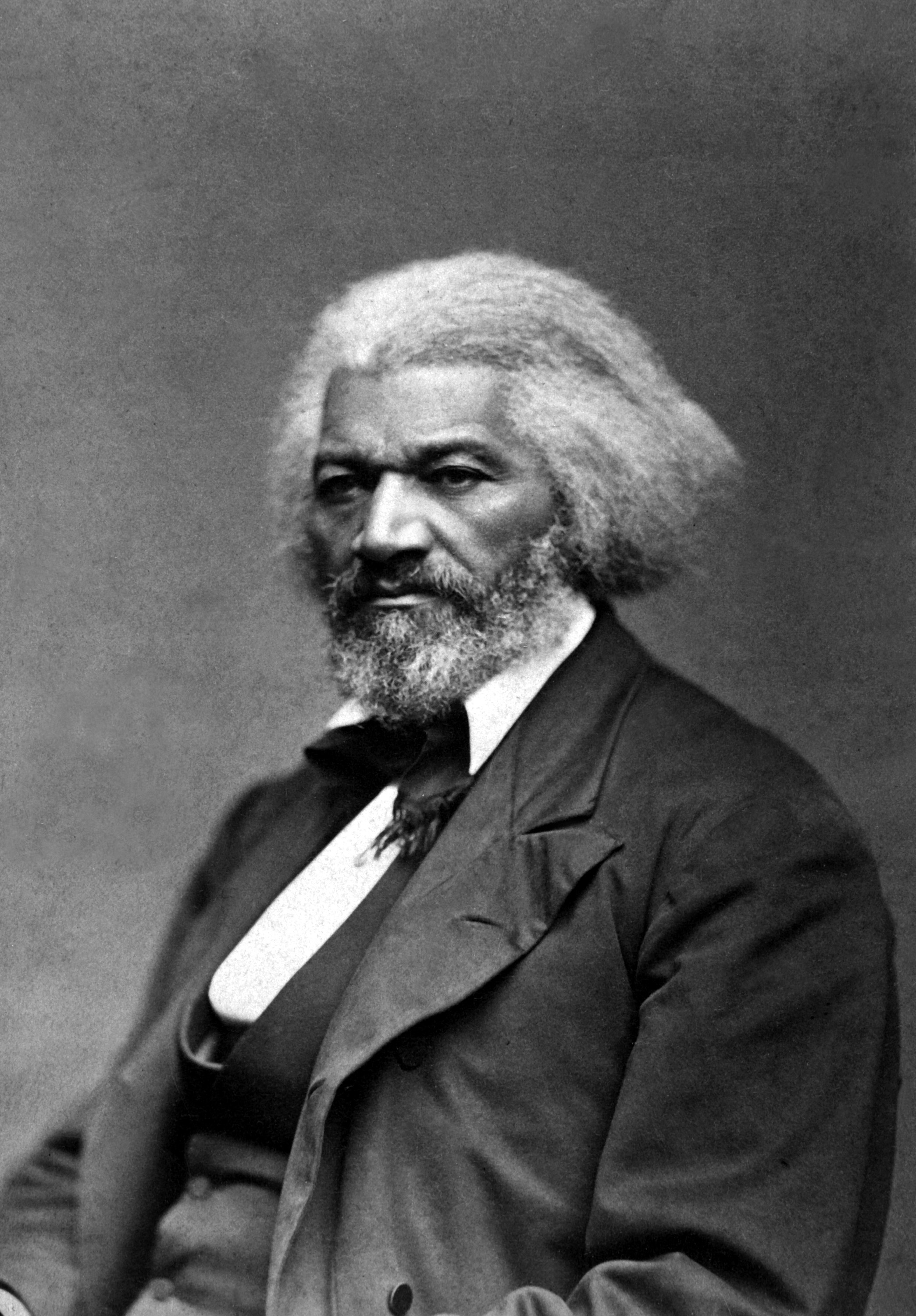
Frederick Douglass

Frederick Douglass (c. 1818–1895) acquiert une notoriété grâce à ses talents d’orateurs et d’écrivain ; il devient dans la deuxième moitié du XIXe siècle, l’auteur afro-américain le plus connu et le plus influent. Son combat pour l’abolition de l’esclavage passe par la création de journaux, la rédaction d’articles ou d’essais, mais surtout par son autobiographie, Récit de la vie de Frederick Douglass, un esclave américain, écrite par lui-même (1845). Sa publication provoque une campagne de dénigrement, certains estiment qu’un Noir ne peut pas écrire avec une telle éloquence. Malgré tout, le livre devient rapidement un bestseller. Frederick Douglas  révise, développe et republie son autobiographie sous le titre de My Bondage and My Freedom (1855).  Il marqua profondément la littérature afro-américaine du XIXe siècle : le romancier et essayiste Charles W. Chesnutt rédigea sa biographie.

### Après l’esclavage
Même après l’abolition de l’esclavage, de nombreux écrivains continuent d’écrire sur ce thème. L’un d’entre eux, W. E. B. Du Bois (1868–1963) participe à la fondation d’une organisation en faveur des minorités ethniques, la NAACP.  Au tournant du siècle, celui-ci publie une série d’essais intitulés Les âmes du peuple noir (The Souls of Black Folk).  Il y décrit les difficultés des Noirs américains dans la société américaine. Dubois est persuadé que les Afro-américains doivent unir leurs forces pour lutter contre la ségrégation dont ils sont victimes. 

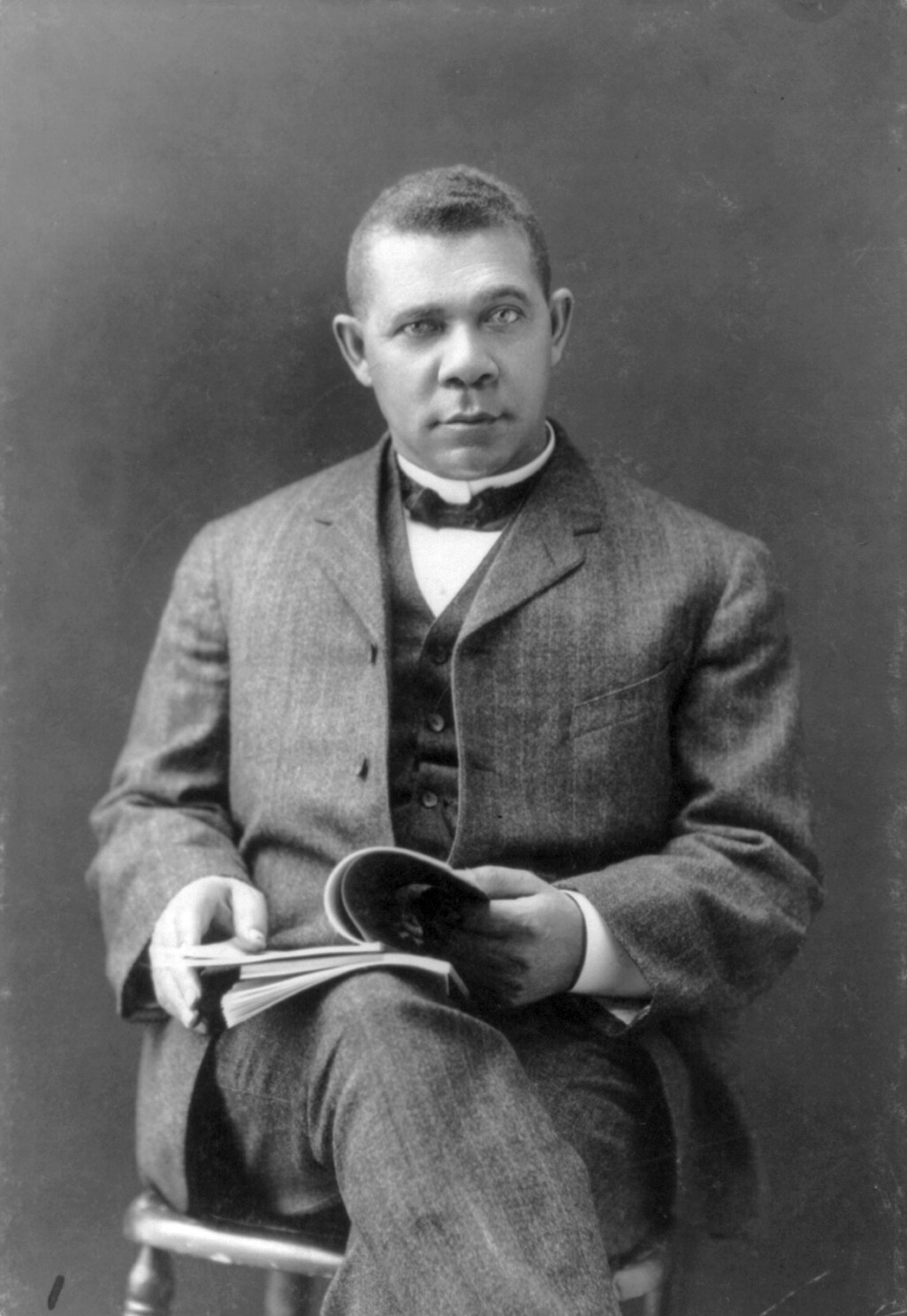
Booker T. Washington

Mais sa vision est beaucoup plus radicale que celle d’un de ses contemporains, Booker T. Washington (1856–1915), un éducateur et le fondateur du Tuskegee Institute, un établissement d’enseignement supérieur en Alabama. Washington publie de nombreux ouvrages parmi lesquels Up From Slavery (1901), The Future of the American Negro (1899), Tuskegee and Its People (1905) et My Larger Education (1911).  Il pense que les Noirs doivent d’abord coopérer avec les Blancs pour améliorer progressivement leur sort. Ces idées, qui transparaissent dans son fameux Discours à Atlanta, connaissent un succès plus limité chez les Afro-américains que chez les Blancs.
Quant à la doctrine de Marcus Garvey (1887–1940), un journaliste jamaïcain, elle fait largement appel à un nationalisme noir et au retour à l’Afrique (back-to-Africa). Elle est largement relayée dans ses essais et ses récits.
Le poète Paul Laurence Dunbar se fait connaître grâce à son recueil Oak and Ivy (1893) ; il utilise souvent dans ses œuvres le dialecte noir du Sud profond. Son ouvrage When Malindy Sings (1906) est illustré de photographies qui révèlent le quotidien des Noirs dans cette région des États-Unis. Dunbar produit également plusieurs romans (The Uncalled, 1898 ; The Fanatics, 1901) .

### Harlem Renaissance

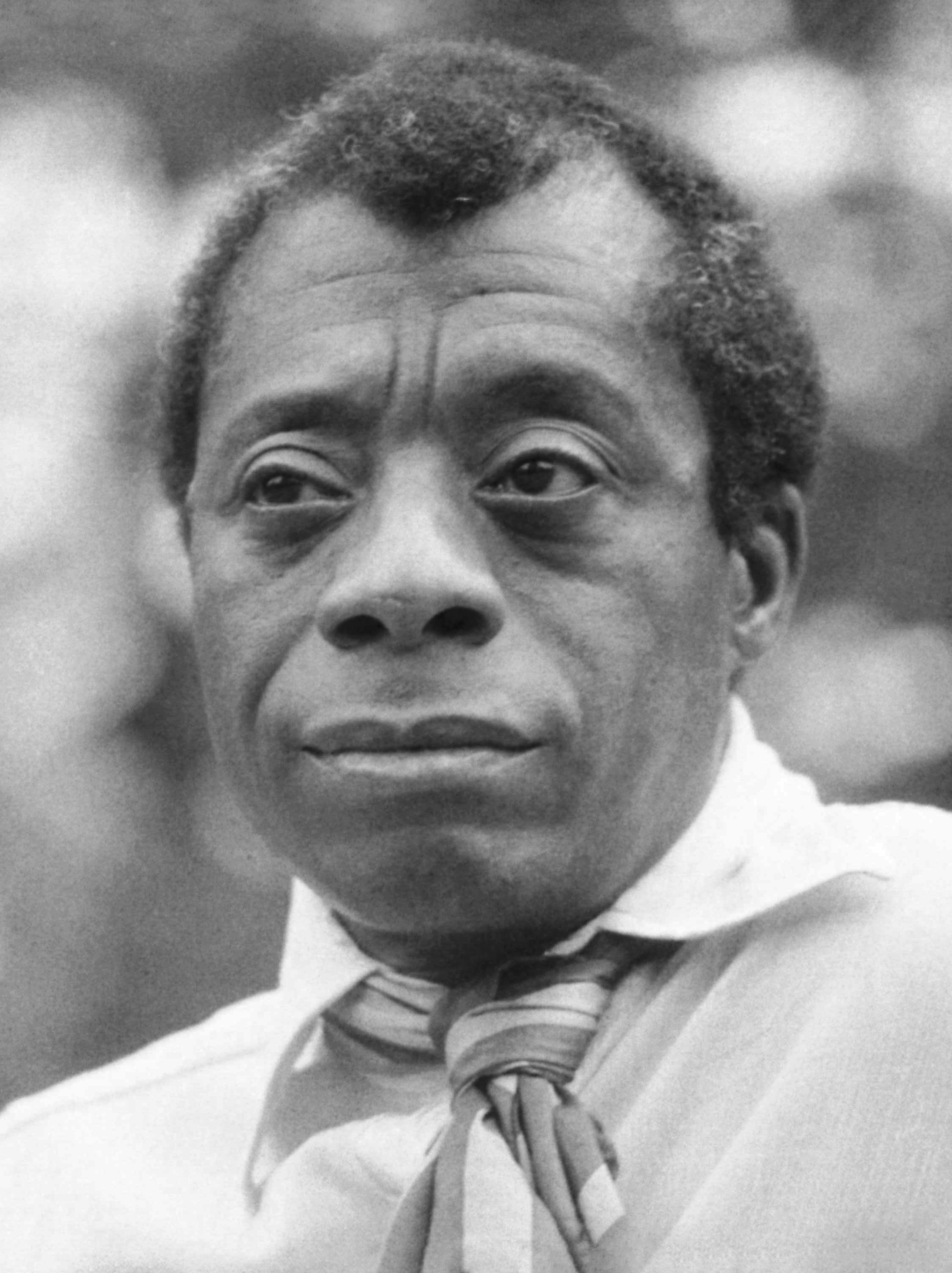
James Baldwin en 1969.

La Renaissance de Harlem est un mouvement de renouveau de la littérature afro-américaine, dans l’entre-deux-guerres. Son berceau et son foyer sont le quartier noir de Harlem à New York. Cette effervescence culturelle s’étend à d’autres domaines de la création, de la photographie à la musique en passant par la peinture. Mais la production littéraire connut un véritable épanouissement, soutenue par des mécènes et une génération d’écrivains talentueux. Surtout, la Renaissance de Harlem marque un tournant majeur pour la littérature afro-américaine : jusqu’ici, les œuvres ne trouvaient que peu d’écho dans le lectorat blanc. Dans les années 1920, elles se diffusent plus largement en dehors du public noir.
L’un des plus fameux protagonistes de cette renaissance littéraire est le poète Langston Hughes. Il se fait remarquer pour ses œuvres publiées par James Weldon Johnson dans The Book of American Negro Poetry. Ce recueil rassemble les écrits des poètes les plus talentueux du moment dont fait notamment partie Claude McKay. Mais le poème le plus connu de Hughes demeure "The Negro Speaks of Rivers". Durant toute sa carrière, il publie quelque neuf volumes de poèmes, huit de nouvelles, deux romans ainsi que de nombreuses pièces de théâtre et diverses traductions. Il a recours aux formes du blues et au langage du ghetto pour faire vivre ses personnages. La poésie est encore représentée par Countee Cullen (Color (1925), Copper Sun (1927), The Ballad of the Brown Girl (1927)), Frank Marshall Davis (Black Man's Verse (1935) , I am the American Negro (1937)).
Parmi les grands écrivains de la Renaissance de Harlem, il faut citer la romancière Zora Neale Hurston, qui écrit au total 14 ouvrages sur divers sujets, de l’anthropologie à la nouvelle. Son œuvre tomba dans l’oubli jusque dans les années 1970, lorsqu’Alice Walker la présente comme un modèle pour toutes les écrivaines noires américaines.
D’autres écrivains participent à la Renaissance de Harlem : Jean Toomer, dans son roman intitulé Cane (Canne, 1924) brosse le portrait des Afro-Américains dans le Sud rural. Dorothy West décrit la vie d’une famille noire aisée dans The Living is Easy.
Malgré la crise de 1929, la Renaissance de Harlem se poursuit jusqu'à la Seconde Guerre mondiale, avec des auteurs comme le romancier Richard Wright, James Baldwin, LeRoi Jones,  Maya Angelou, Ralph Ellison, Toni Morrison et Audre Lorde, qui comptent parmi les plus grands auteurs des États-Unis. 
Le genre traite en particulier de la place des Noirs dans la société américaine, du racisme, de l'esclavage et du combat pour l'égalité.
L'écrivain Aberjhani lui consacré une encyclopédie (en).

### Femmes dans littérature noire américaine

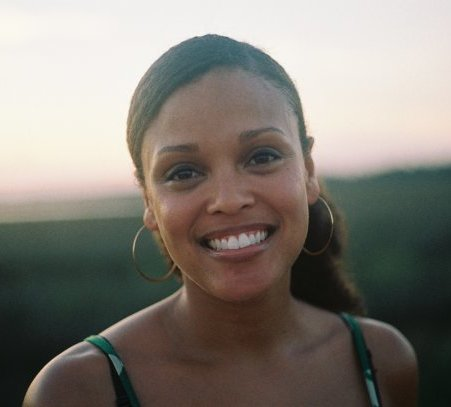
Jesmyn Ward.

Si Phillis Wheatley est connue dès le XVIIIe siècle, des figures féminines émergent autour de la Seconde guerre mondiale et dans le mouvement des droits civiques comme Ann Petry (“La Rue”, 1947), Maya Angelou (Je sais pourquoi chante l'oiseau en cage, 1969) et Audre Lorde se font remarquer . Paule Marshall, connue notamment pour son premier roman Fille noire, pierre sombre publié en 1959, reçoit le prix John-Dos-Passos en 1989.
Également lauréate du prix Pulitzer, Toni Morrison (Beloved) est la première femme noire à recevoir un prix Nobel de littérature en 1998, ce qui a renforcé la visibilité et la reconnaissance des Noires dans le monde littéraire. Des autrices comme l'américano-nigériane Chimamanda Ngozi Adichie (Americanah, 2013), Brit Bennett (Le Cœur battant de nos mères) ou Jesmyn Ward (Le Chant des revenants) gagnent une large audience au XXIe siècle.